# Runc (Zalatna)
Runc falu Romániában, Erdélyben, Fehér megyében.

## Fekvése
Zalatna közelében fekvő település.

## Története
Runc korábban Zalatna  része volt, 1956 körül vált külön 215 lakossal.
1966-ban 177, 1977-ben 162, 1992-ben 52, 2002-ben pedig 42 román lakosa volt.